# Zygmunt Linda
Zygmunt Linda herbu własnego – ławnik mirachowski w latach 1666–1677, podsędek mirachowski w 1676 roku.
Poseł na sejm konwokacyjny 1668 roku z powiatu mirachowskiego. Poseł na sejm nadzwyczajny 1670 roku z powiatu mirachowskiego. Poseł powiatu mirachowskiego województwa pomorskiego z sejmiku malborskiego na sejm koronacyjny 1676 roku. Poseł sejmiku mirachowskiego na sejm 1677 roku.